# Concilios ecuménicos en la Iglesia católica

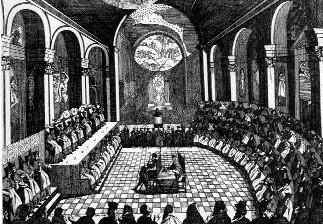
Sesión del Concilio de Trento, a partir de un grabado.

Según la Iglesia católica, un Concilio eclesiástico es ecuménico ("mundial"), si es "una congregación solemne de los obispos católicos del mundo por invitación del Papa para decidir con él sobre asuntos de la Iglesia". El término más amplio, 'concilio ecuménico', se refiere a los concilios eclesiásticos reconocidos tanto por el cristianismo oriental como por el  occidental.
En el catolicismo, además de los concilios ecuménicos, existen los «concilios particulares». El Derecho Canónico actual reconoce dos tipos de Concilios particulares: Los «concilios plenarios» implican a los obispos de una conferencia episcopal (normalmente un solo país) y los concilios provinciales que afectan a los obispos de una provincia eclesiástica.
La Iglesia católica reconoce como ecuménicos 21 concilios ocurridos en un período de unos 1900 años. La naturaleza ecuménica de algunos Concilios fue discutida durante algún tiempo, pero finalmente fue aceptada, por ejemplo el Primer Concilio de Letrán y el Concilio de Basilea. Un libro de 1539 sobre los concilios ecuménicos del cardenal Dominicus Jacobazzi los excluía, al igual que otros estudiosos.
Los primeros siglos no conocieron concilios a gran escala; sólo fueron factibles después de que la Iglesia se liberara de la persecución bajo Emperador Constantino. Como resultado, el Concilio de Jerusalén o Concilio Apostólico, celebrado en Jerusalén alrededor del año 50 d. C. y descrito en Hechos de los Apóstoles capítulo 15, no es un concilio ecuménico, aunque la mayoría de las confesiones cristianas consideran que expresa una parte clave de la doctrina y la enseñanza moral cristianas.

## Los 4 primeros concilios ecuménicos (siglos IV-V)
En ellos participaron los jerarcas de la Iglesia indivisa (es decir, tanto de Oriente como de Occidente), y son aceptados como autoridad, no sólo por los católicos, sino también por la Iglesia Ortodoxa Oriental y muchas denominaciones protestantes. 

### Primer Concilio de Nicea
El Primer Concilio de Nicea (20 de mayo - 25 de julio de 325) formuló el Credo de Nicea original. Lo más importante, el concilio definió la igualdad de Dios Padre y Cristo, su hijo. Enseñó que Jesús era de la misma sustancia que Dios Padre y no meramente similar. Al definir la naturaleza de la divinidad de Jesús, el concilio no se basó únicamente en la Biblia, sino que conjuntamente le dio una interpretación vinculante. El concilio emitió 20 cánones y repudió el arrianismo.

### Primer Concilio de Constantinopla

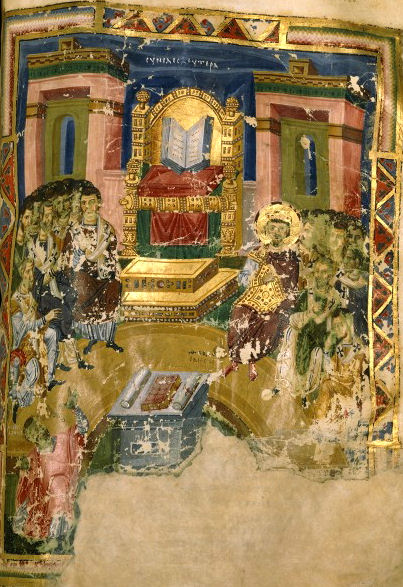
Antigua ilustración manuscrita de I Constantinopla
Homilías de Gregorio Nacianceno, Biblioteca Nacional de Francia (879-882)

El I Concilio de Constantinopla definió en cuatro cánones el Credo Niceno, que aún se utiliza en la Iglesia católica. Sobre todo, definió la divinidad del Espíritu Santo, que procede de la Tradición apostólica pero no está definida en la Biblia. El concilio se reunió desde mayo hasta julio de 381 durante el pontificado del papa Dámaso I y emitió cuatro cánones.

### Concilio de Éfeso
El Concilio de Éfeso proclamó a la Virgen María como la Theotokos (en griego Η Θεοτόκος, "Madre de Dios" o "portadora de Dios"). El concilio se reunió en siete sesiones durante el pontificado del papa Celestino I, desde el 22 de junio hasta el 17 de julio de 431. Rechazó el nestorianismo.

### Concilio de Calcedonia
El Concilio de Calcedonia definió las dos naturalezas (divina y humana) de Jesucristo. "Enseñamos unánimemente que el único hijo, nuestro señor Jesucristo ser plenamente Dios y plenamente humano." Se reunió en 17 sesiones desde el 8 de octubre hasta noviembre de 451 durante el pontificado del Papa León Magno. Emitió 28 cánones, el último definiendo la igualdad de los obispos de Roma y Constantinopla, que fue rechazado por los delegados papales y el Papa León Magno.

## Los concilios de los siglos VI al IX
Los tres primeros son reconocidos como ecuménicos tanto por los católicos como por los ortodoxos, pero el cuarto no es aceptado por la Iglesia Ortodoxa Oriental.

### Segundo Concilio de Constantinopla
El concilio volvió a tratar el tema de las dos naturalezas de Cristo, ya que el monofisitismo se había extendido por el cristianismo a pesar de las decisiones de Calcedonia. El concilio se reunió desde el 5 de mayo hasta el 2 de junio de 553, en ocho sesiones durante el pontificado del papa Vigilio, que fue encarcelado durante el concilio por el emperador. Condenó los "Tres Capítulos" de los escritos nestorianos. Varias provincias católicas se negaron a aceptar el Segundo Concilio de Constantinopla debido a las presiones políticas.

### Tercer Concilio de Constantinopla
El concilio repudió el Monotelismo, y reafirmó que Cristo, siendo a la vez humano y divino, tenía voluntad humana y divina. Se reunió en dieciséis sesiones desde el 7 de noviembre de 680 hasta el 16 de septiembre de 681. El concilio se celebró durante los pontificados del papa  Agatón y del papa  León II. También se discutieron las opiniones del Honorio.

### Segundo Concilio de Nicea
En 730, el emperador proscribió las presentaciones pictóricas de Cristo y los santos y creó así. Éstas fueron aprobadas por los jerarcas de la Iglesia indivisa (es decir, tanto de Oriente como de Occidente), y son aceptadas, no sólo por los católicos, sino también por la Iglesia Ortodoxa Oriental y muchas denominaciones protestantes. Primera iconoclasia. El Papa argumentó en contra y convocó en 731 un concilio local en Roma en vano. El concilio discutió y restauró la veneración de los iconos utilizando como argumentos la Biblia y la tradición de la Iglesia. Se utilizaron imágenes de Cristo, la Santísima Virgen María y los santos para estimular la piedad y la imitación. El concilio se reunió en ocho sesiones desde el 24 de septiembre de 787 hasta el 23 de octubre de 787, durante el pontificado del papa Adriano I. Emitió veinte cánones. Fue el último concilio ecuménico aceptado tanto por las iglesias orientales como por las occidentales.

## Concilios de la Alta Edad Media (siglos XII-XIV)
Todos estos concilios tuvieron lugar en Occidente y en ellos participaron obispos occidentales.

### Primer Concilio de Letrán
Los sucesores de Carlomagno insistían cada vez más en el derecho a nombrar obispos por su cuenta, lo que provocó la  Controversia de las Investiduras con los papas. El Concordato de Worms firmado por el papa Calixto II incluía un compromiso entre las dos partes, por el cual sólo el papa nombraba a los obispos como cabeza espiritual mientras que el emperador mantenía el derecho a otorgar cargos y honores seculares. El papa Calixto invocó al concilio para ratificar este acuerdo histórico. De las sesiones quedan pocos documentos y protocolos y 25 cánones aprobados. El concilio se reunió del 18 de marzo al 5 de abril de 1123.

### Segundo concilio de Letrán

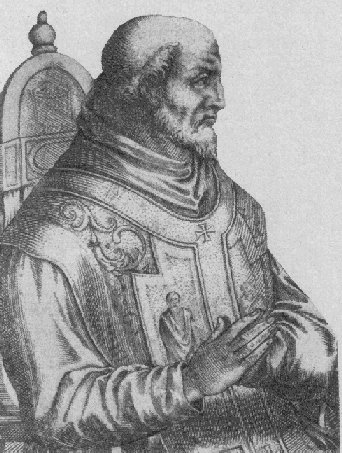
Papa Inocencio II

Tras la muerte del papa Honorio II (1124-1130), dos papas fueron elegidos por dos grupos de cardenales. Dieciséis cardenales eligieron al papa Inocencio II, mientras que otros eligieron al antipapa Anacleto II, al que llamaban el papa del gueto, por sus orígenes judíos. El concilio depuso al antipapa y a sus seguidores. En importantes decisiones relativas al celibato de los sacerdotes católicos, se definieron y declararon inexistentes e inválidos los matrimonios clericales de sacerdotes y monjes, que hasta 1139 se consideraban ilegales. El concilio se reunió bajo el papa Inocencio II en abril de 1139 y emitió 30 cánones.

### Tercer Concilio de Letrán
El concilio estableció la mayoría de dos tercios necesaria para la elección de un papa. Esta mayoría de dos tercios existió hasta el Papa Juan Pablo II. Su cambio fue revertido a la antigua mayoría de dos tercios por el Papa Benedicto XVI en su Moto Proprio, De Aliquibus Mutationibus, del 11 de junio de 2007. Siguen vigentes las normas que proscribían la simonía, y la elevación a cargos episcopales para menores de treinta años. El concilio también declaró ilegal la venta de armas o bienes que pudieran ayudar al armamento a las potencias musulmanas. Se prohibió a sarracenos y judíos tener esclavos cristianos. Todas las catedrales debían nombrar maestros para los niños indigentes y de escasos recursos. El catarismo fue condenado como una herejía. Este concilio está bien documentado: Los informes incluyen la saga de un obispo irlandés cuyos ingresos consistían en la leche de tres vacas. Si una de las vacas dejaba de dar leche, los fieles estaban obligados a donar otro animal. El concilio se reunió en marzo de 1179 en tres sesiones y emitió 27 capítulos, que fueron todos aprobados por el papa Alejandro III.

### Cuarto Concilio de Letrán
El concilio ordenó que todo cristiano en pecado grave debe acudir al menos una vez al año en Pascua a confesión y recibir la Sagrada Eucaristía. El concilio repitió formalmente la enseñanza católica de que Cristo está presente en la Eucaristía y aclaró así la transubstanciación. Se ocupó de varias herejías sin dar nombres pero con la intención de incluir al cataristas y a varios teólogos católicos individuales. También emitió varias sentencias políticas. Se reunió en sólo tres sesiones en noviembre de 1215 bajo el papa Inocencio III y emitió 70 capítulos.

### Primer Concilio de Lyon
El concilio continuó las sentencias políticas del concilio anterior deponiendo a Federico II, como rey alemán y como emperador. Federico fue acusado de herejía, traición y de arrestar un barco con unos 100 prelados dispuestos a asistir a una reunión con el Papa. Federico prohibió la asistencia al concilio y bloqueó el acceso a Lyon desde Alemania. Por ello, la mayoría de los padres conciliares procedían de España, Francia e Italia. El concilio se reunió en tres sesiones a partir del 28 de junio de 1245 y emitió 22 capítulos, todos aprobados por el papa Inocencio IV.

### Segundo Concilio de Lyon
El papa Gregorio X definió tres objetivos para el concilio: ayuda a Jerusalén, unión con la Iglesia ortodoxa griega y reforma de la Iglesia católica. El concilio logró una efímera unidad con los representantes griegos, que fueron denunciados por ello en su país por la jerarquía y el emperador. Se definió una enseñanza sobre el purgatorio. Los  cónclaves papales fueron regulados en Ubi periculum, que especificaba que los electores debían permanecer encerrados durante el cónclave y, si no se ponían de acuerdo sobre un papa después de ocho días, sólo recibirían agua y pan. Las órdenes  franciscana, dominicana y otras órdenes se habían vuelto controvertidas a la luz de su creciente popularidad. El concilio confirmó sus privilegios. El Papa Gregorio X aprobó los 31 capítulos, tras modificar algunos de ellos, indicando así claramente las prerrogativas papales. El concilio se reunió en seis sesiones del 7 de mayo al 17 de julio de 1274, bajo su dirección.

### Concilio de Viena

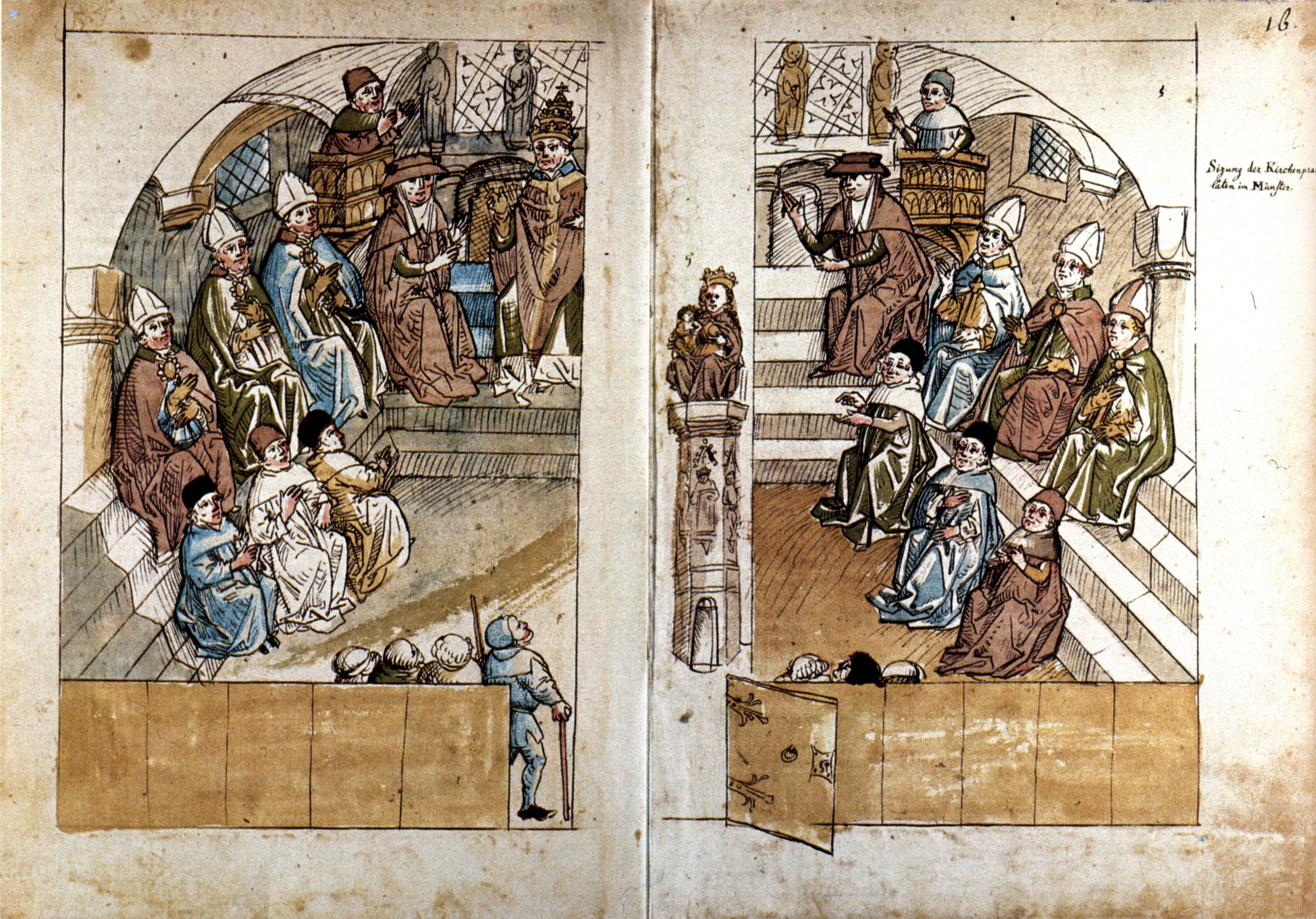
Obispos debatiendo con el papa en el Concilio de Constanza

El papa Clemente V abrió solemnemente el concilio con una liturgia, que se ha repetido desde entonces en todos los concilios ecuménicos católicos. Entró en la catedral con ornamentos litúrgicos y una pequeña procesión y ocupó su lugar en el trono papal. Los patriarcas, seguidos de cardenales, arzobispos y obispos, eran los siguientes en rango. El Papa dio la bendición al coro, que entonó el Veni Sancte Spiritus'  El Papa dirigió una oración al Espíritu Santo, se recitaron las letanía de los santos y sólo después de una oración adicional el Papa se dirigió al concilio y lo inauguró formalmente. Mencionó cuatro temas: la Orden de los Templarios, la recuperación de Tierra Santa, la reforma de la moral pública y la libertad de la Iglesia. El Papa Clemente había pedido a los obispos que enumeraran todos sus problemas con la orden. Los templarios se habían convertido en un obstáculo para muchos obispos porque podían actuar independientemente de ellos en áreas tan vitales como la ocupación de parroquias y otros cargos. Muchas acusaciones contra la orden no fueron aceptadas, ya que el Papa dictaminó que confesión bajo tortura era inadmisible. Retiró el apoyo canónico a la orden pero se negó a entregar sus propiedades al rey francés. Los padres del concilio discutieron otra cruzada, pero en su lugar fueron convencidos por Raimundo Lulio de que el conocimiento de lenguas extranjeras era la única manera de cristianizar a musulmanes y judíos. Propuso con éxito la enseñanza de griego, hebreo y lengua árabe en las universidades católicas. Con esto se considera que el concilio inició las políticas misioneras modernas. En las tres sesiones, el concilio discutió más a fondo los ideales franciscanos de pobreza. Se reunió desde octubre de 1311 hasta mayo de 1312.

## Concilios de la Reforma (siglos XV-XVI)

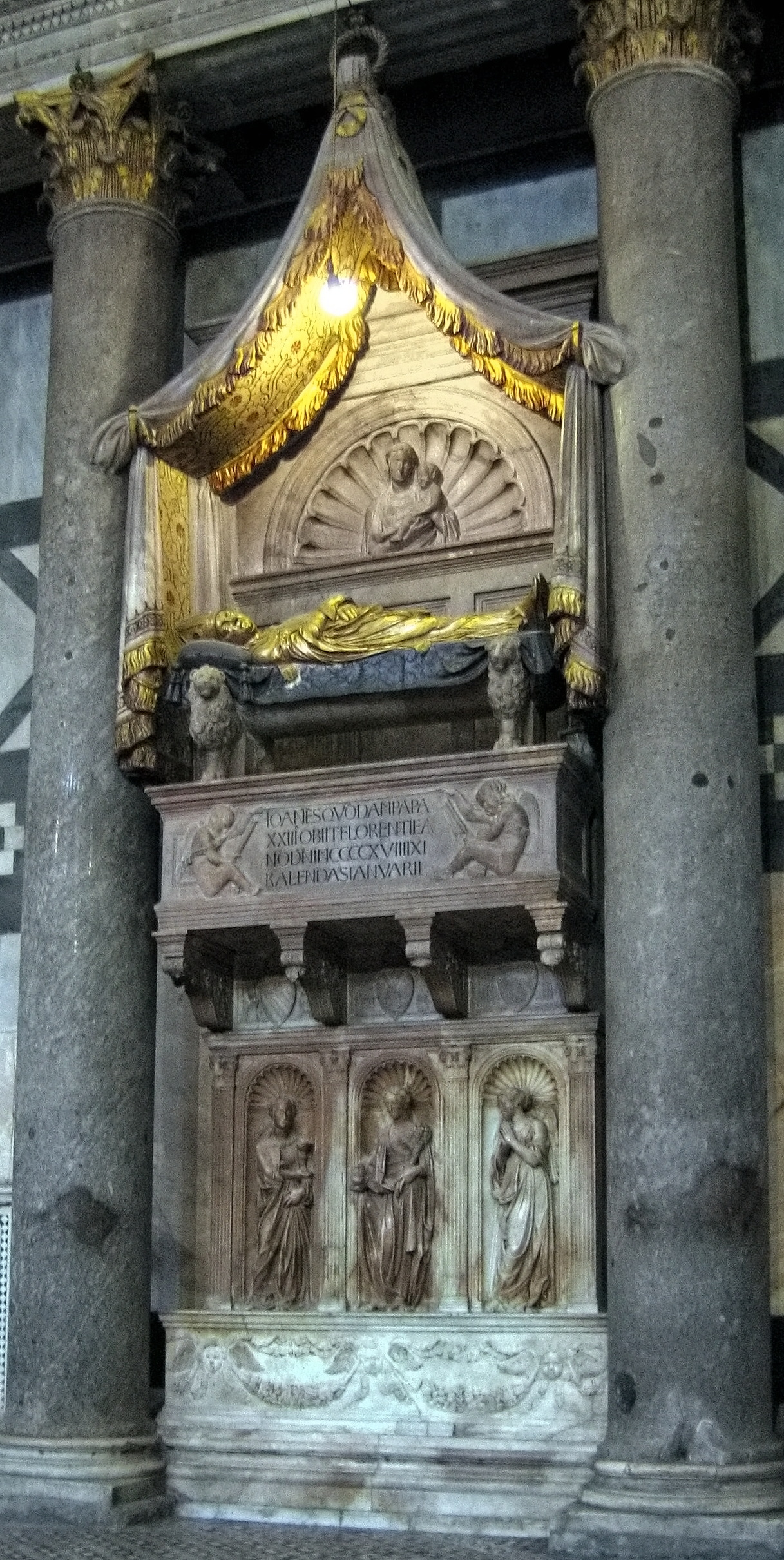
Tumba del Antipapa Juan XXIII.

Todos estos concilios fueron convocados para reformar la Iglesia. Los tres primeros se vieron envueltos en un debate sobre la supuesta superioridad de un concilio ecuménico sobre el Papa. 

### Concilio de Constanza
Antes del concilio hubo el Cisma de Occidente, con tres papas cada uno reclamando legitimidad. Uno de ellos, el Juan XXIII, pidió que el concilio se celebrara en Constanza (Konstanz), Alemania, con la esperanza de que le asegurara una legitimidad adicional. Cuando la opinión del concilio se puso en su contra en marzo de 1415, huyó a Schaffhausen y se escondió en varios pueblos de la Selva Negra, como Saig. 
Tras su huida, el concilio emitió la famosa declaración Sacrosancta, que declaraba que los papas están por debajo, no por encima, de un concilio ecuménico. El concilio depuso a los tres papas e instaló al papa Martín V, quien hizo las paces con Juan XXIII instalándolo como cardenal. También dispuso la celebración de futuros concilios y firmó cinco concordatos con las principales naciones participantes. 
Las reformas no se materializaron como se esperaba, porque los reformadores discrepaban entre sí. A Juan Hus, reformador bohemio, se le concedió una garantía imperial de salvoconducto para ir y volver del concilio. Sin embargo, tras contravenir el acuerdo diciendo misa y predicando en público, fue arrestado, juzgado por herejía y quemado en la hoguera por las autoridades civiles en 1415.
El Concilio de Constanza fue uno de los más largos de la historia de la Iglesia, reuniéndose en 45 sesiones desde el 4 de noviembre de 1414 hasta el 22 de abril de 1418. La afluencia de 15.000 a 20.000 personas a la ciudad medieval de 10.000 creó una dramática inflación monetaria: el poeta alemán Oswald von Wolkenstein escribió: "Sólo de pensar en Constanza, me empieza a doler la cartera."

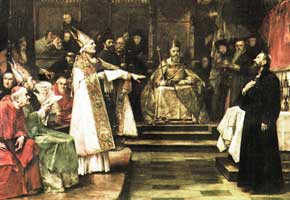
Pintura de Jan Hus en el Concilio de Constanza por Václav Brožík

### Concilio de Basilea-Ferrara-Florencia
El concilio continuó el debate sobre el conciliarismo. El delegado papal abrió el concilio en Basilea el 23 de julio de 1431, sin la presencia de un solo obispo. Cuando intentó clausurarlo más tarde, los obispos insistieron en citar al papa al concilio, a lo que éste se negó. El concilio continuó por su cuenta y emitió varios decretos sobre la reforma de la Iglesia. La mayoría de los participantes eran teólogos; los obispos constituían sólo el diez por ciento de los votantes. El Papa trasladó el concilio a Ferrara, donde consiguió un gran éxito, cuando la Iglesia ortodoxa de Grecia aceptó la unidad con Roma. Pero el conciliarismo continuó siendo la tendencia políticamente correcta, ya que "reforma" y "concilio" se consideraban inseparables. Formalmente, el Concilio de Basilea nunca se cerró. El concilio decretó en 1439 (una efímera) unión con las Iglesias griega, armenia y jacobita (1442). El concilio tuvo 25 sesiones desde julio de 1431 hasta abril de 1442. Se reunió bajo el mandato del Papa Eugenio IV en Basilea, Alemania, y en Ferrara y Florencia, Italia. Fue trasladado a Roma en 1442.

### Quinto Concilio de Letrán
El Quinto Concilio de Letrán se abrió bajo el liderazgo del Papa en Roma. Enseñó que el alma de un ser humano vive para siempre (pero véase la comprensión actual de la vida eterna). Como los concilios anteriores, condenó las herejías afirmando lo contrario sin mencionar nombres. El sermón de apertura incluyó la frase: El pueblo debe ser transformado por la santidad y no la santidad por el pueblo El tema era la reforma y numerosas pequeñas reformas fueron aprobadas por el concilio, como la selección de obispos, temas fiscales, educación religiosa, formación de sacerdotes, mejora de sermones, etc., pero los temas más amplios no fueron tratados y el papa León X no era especialmente reformista. El concilio condenó como ilegal una reunión anterior en Pisa. El concilio se reunió desde 1512–1517 en doce sesiones bajo el papa Julio II y su sucesor el papa León X. Este fue el primer concilio que contó con la asistencia de un representante del Nuevo Mundo, Alessandro Geraldini, el arzobispo de Santo Domingo.

### Concilio de Trento
.

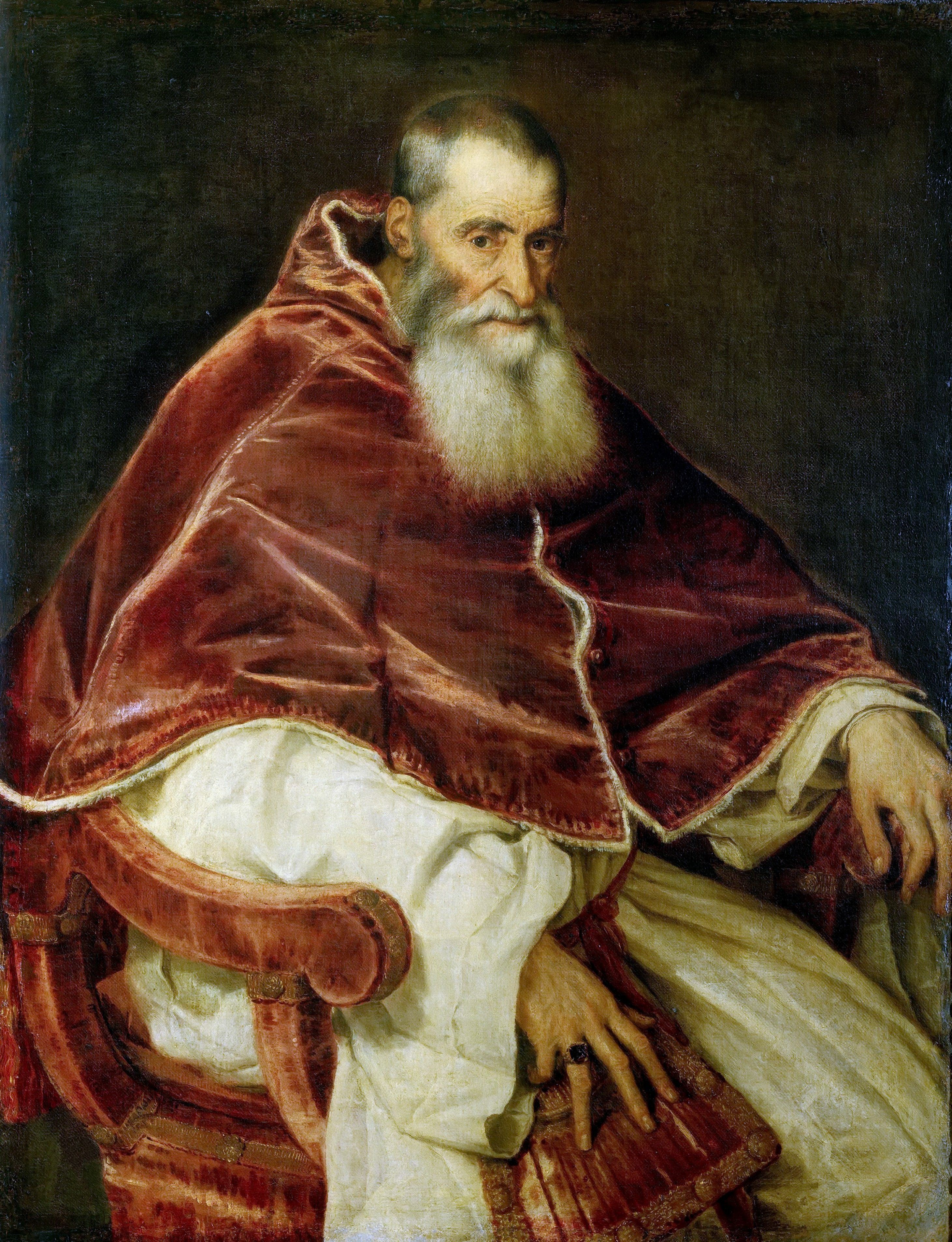
El papa Pablo III convocó el Concilio de Trento

El concilio emitió condenas sobre lo que definió como herejías protestantes y definió las enseñanzas de la Iglesia en las áreas de Escritura y Tradición, Pecado Original, Justificación, Sacramentos, la Eucaristía en Santa Misa y la veneración de santos. Emitió numerosos decretos de reforma. Al especificar la doctrina católica sobre salvación, los sacramentos y el canon bíblico, el concilio respondía a las disputas protestantes. El concilio encomendó al papa la puesta en práctica de su trabajo, como resultado de lo cual el papa Pío V publicó en 1566 el Catecismo Romano, en 1568 una Breviario Romano revisada, y en 1570 un Misal Romano revisado, iniciando así <! -- lo que desde el siglo XX se ha llamado -->la Misa Tridentina (del nombre en latín de Trento Tridentum), y el papa Clemente VIII publicó en 1592 una edición revisada de la Vulgata.
El Concilio de Trento se considera uno de los concilios más exitosos de la historia de la Iglesia católica, al consolidar las creencias católicas tal y como se entendían en la época. Se reunió en Trent entre el 13 de diciembre de 1545 y el 4 de diciembre de 1563, en veinticinco sesiones para tres períodos. Los padres conciliares se reunieron para las sesiones 1ª-8ª en Trento (1545-1547) y para las sesiones 9ª-11.ª en Bolonia (1547) durante el pontificado del Papa Pablo III. Bajo el Papa Julio III, el concilio se reunió en Trento (1551-1552) para las sesiones 12.ª-16.ª. Bajo el papa Pío IV, las sesiones 17.ª-25.ª tuvieron lugar en Trento (1559-1565).

## Concilios de los siglosXIXyXX

### Concilio Vaticano I
El concilio, también conocido como Vaticano I, fue convocado por el papa Pío IX en 1869 y tuvo que ser interrumpido prematuramente en 1870 debido al avance de las tropas italianas. En poco tiempo, emitió definiciones sobre la fe católica, el papado y la infalibilidad papal. Muchas cuestiones quedaron incompletas, como la definición de la Iglesia y la autoridad de los obispos. Muchos Franceses católicos deseaban la dogmatización de la infalibilidad papal y la asunción de María en el concilio ecuménico.
Nueve peticiones mariológicas favorecieron un posible dogma de asunción, al que sin embargo se opusieron con fuerza algunos padres conciliares, especialmente de Alemania. El 8 de mayo, los padres rechazaron una dogmatización en ese momento, decisión compartida por el papa Pío IX. También se discutió el concepto de corredentora, pero se dejó abierto. En su apoyo, los padres conciliares destacaron la maternidad divina de María y la llamaron madre de todas las gracias. Pero en la época del Vaticano II se pasó por alto por las razones aducidas y posteriormente se evitó por su ambigüedad. El concilio se reunió en cuatro sesiones desde el 8 de diciembre de 1869 hasta el 18 de julio de 1870.

### Concilio Vaticano II
El Concilio Vaticano II, también conocido como Vaticano II, fue convocado por el Papa Juan XXIII y se reunió de 1962 a 1965. A diferencia de la mayoría de los concilios anteriores, no emitió ninguna condena, ya que su objetivo era pastoral. Pero publicó 16 documentos magisteriales:
- cuatro constituciones (sobre la restauración del ritual litúrgico "según la norma prístina de los Padres", sobre la naturaleza de la Iglesia, sobre su relación con el mundo moderno y sobre la promoción de la Escritura y estudios bíblicos);
- nueve decretos (sobre la actividad misionera de la Iglesia, el ministerio y la vida de los sacerdotes, la formación sacerdotal, el apostolado de los laicos, la renovación de la vida religiosa, el oficio pastoral de los obispos, el ecumenismo, las Iglesias orientales católicas y los medios de comunicación social);
- tres declaraciones (sobre la educación cristiana, sobre las religiones no cristianas y sobre la libertad religiosa).[cita requerida]

Las sesiones generales del concilio se celebraron en los otoños de cuatro años sucesivos (en cuatro períodos) de 1962 a 1965. Durante las otras partes del año se reunían comisiones especiales para revisar y cotejar el trabajo de los obispos y preparar la siguiente sesión. Las sesiones se celebraban en latín en la Basílica de San Pedro, manteniéndose en secreto los debates y las opiniones expresadas. Las intervenciones se limitaban a diez minutos. Sin embargo, gran parte del trabajo del Consejo se desarrollaba en otras reuniones de comisiones (que podían celebrarse en otras lenguas), así como en diversas reuniones informales y contactos sociales fuera del Consejo propiamente dicho.
En el concilio participaron 2.908 hombres, denominados padres conciliares, entre los que se encontraban todos los obispos del mundo y muchos superiores de órdenes religiosas masculinas. En la sesión de apertura participaron 2.540, lo que lo convierte en el concilio más numeroso de la historia de la Iglesia. (Esto contrasta con el Vaticano I, al que asistieron 737, en su mayoría de Europa.) La asistencia varió en las sesiones posteriores de 2.100 a más de 2.300. Además, un número variable de periti (en latín, "expertos") estaban disponibles para consultas teológicas— un grupo que ejerció una gran influencia a medida que avanzaba el concilio. Diecisiete Iglesias ortodoxas y confesiones protestantes enviaron observadores. Más de tres docenas de representantes de otras comunidades cristianas estuvieron presentes en la sesión inaugural, y el número aumentó hasta casi un centenar al final de la cuarta sesión del concilio.

## Derecho canónico actual sobre los concilios ecuménicos
Las normas y prácticas relativas a los Concilios ecuménicos han variado a lo largo de los siglos. Muchos de los primeros concilios no estaban sujetos a las normas vigentes, pero fueron aceptados como ecuménicos por la práctica de la época. Hoy en día un concilio ecuménico sólo puede ser convocado por el Papa, pero los ocho primeros concilios (del siglo IV al IX) fueron convocados por el emperador romano cristiano. Los obispos son siempre los principales participantes en los concilios, pero otras personas han asistido a diferentes concilios: por ejemplo, 800 abades -en número superior al de los obispos- y algunos gobernantes seculares participaron en el IV Concilio de Letrán (1215). En la actualidad, el Papa decide los asuntos que se han de tratar y el procedimiento que se ha de seguir en un concilio ecuménico, pero en todos los concilios, excepto en los dos últimos (Vaticano I y II), éstos eran decididos por los obispos reunidos. 
Estas son las disposiciones del Código de Derecho Canónico de 1983 relativas a los concilios ecuménicos:
La autoridad de un concilio ecuménicoEl colegio de obispos, bajo y con su cabeza el Papa, es "sujeto de suprema y plena potestad sobre la Iglesia universal" y ejerce esta potestad "de manera solemne en un concilio ecuménico". Las decisiones de un concilio ecuménico son, por tanto, vinculantes para todos.
La autoridad del Papa: El Papa tiene la única autoridad "para convocar un concilio ecuménico, presidirlo personalmente o a través de otros, transferir, suspender o disolver un concilio, y aprobar sus decretos". Corresponde al Papa "determinar las materias que han de tratarse en un concilio y establecer el orden que ha de observarse en el mismo". Los decretos de un concilio ecuménico no tienen fuerza obligatoria si no han sido aprobados por el Papa y promulgados por orden suya.
Participantes"Todos los obispos y sólo los obispos miembros del colegio episcopal tienen el derecho y el deber de participar en un concilio ecuménico con voto deliberativo". Otros "pueden ser convocados a un concilio ecuménico por la autoridad suprema de la Iglesia, a quien corresponde determinar sus funciones en el concilio". La participación está limitada a estas personas, que no pueden delegar su derecho de voto.